# Red inalámbrica inteligente
REDES INALAMBRICAS INTELIGENTES (WIN)
1. DEFINICION
La Red Inalámbrica Inteligente (WIN) es una red que soporta el uso de la red inteligente
Las capacidades de proveer servicios finales perfectos servicios de movilidad personales, y Servicios de red avanzada en el ambiente móvil. 700 Redes Inteligentes son capaces de soportar creación y ejecución de servicios de programa lógico que residen fuera de los equipos switching, pero trabajan en colaboración con los equipos Switching basado en una definición común de llamada de modelos y protocolos. Estos programas de lógica de servicio pueden utilizar recursos de datos y recursos físicos que también residen fuera de los equipos Switching.
Las soluciones de Red Inteligente (IN) han revolucionado redes de wireline. Rápida creación y despliegue de servicios se han hecho el distintivo de una red de wireline sobre la base de los conceptos de IN. Red Inalámbrica Inteligente (WIN) traerá esas mismas estrategias prósperas en las redes inalámbricas.
La evolución de redes inalámbricas a WIN desplegara las siguientes ventajas:
- Las ofertas de producto de multivendor que promueven la competición.
- Servicios uniformes para abonados a través de áreas del servicio.
- Utilización de la red eficiente
- Creación de servicio rápido y despliegue.

Servicios de terminales móviles son servicios creados usando capacidades de la red inteligente para servir a los Clientes con terminales móviles. Un juego de estos servicios será relacionado con cada Terminal móvil basada en la capacidad del Terminal móvil y las selecciones de suscripción. Algunos requisitos de proveer estos servicios son las habilidades de identificar y autentificar el Terminal y proveer capacidad de operaciones perfectas entre wireless y redes de wireline.
Servicios de movilidad personales son servicios creados usando la capacidad de la red inteligente de servir clientes que son movibles. Un juego de estos servicios serán relacionados con cada cliente de acuerdo con las selecciones de suscripción personales. El cliente puede utilizará a variedad de terminales móviles y fijas en ubicaciones diferentes.
Alguno de los prerrequisitos de proveer estos servicios son las habilidades:
- Identificación y autentificación de la persona (abonado) que ha sido aprovisionado para el servicio.
- Suministra la capacidad de operaciones perfectas entre las inalámbricas, fijas y otras redes (Por ejemplo de banda ancha, la Internet, las redes de datos).
- Proveer un único set de servicios para el abonado sobre la base del punto de acceso al servicio WIN.

2. COMPONENTES FUNCIONALES DE WIN
WIN refleja el modo de IN (Intelligent Network) de wireline. Pero la diferencia entre la wireless y la red de wireline es que muchas de las actividades de llamada inalámbricas son relacionadas con el movimiento. En WIN, más llamadas asocian trozos de información es comunicada entre el MSC y el SCP o HLR. WIN cambia de lugar el control del servicio fuera del MSC y hasta un elemento más alto en la red, generalmente el SCP. Reduce
- MSC como el Service Switching Point (SSP).
- Service Control Point (SCP).
- Intelligent Peripheral (IP).
- Signal Transfer Point (STP).

- Datos: Q6103239